# 池田市
池田市（いけだし）は、大阪府の北摂豊能地域に位置する市。1939年（昭和14年）市制施行。
本項では市制前の名称である豊島郡・豊能郡池田町（いけだちょう）についても述べる。

## 概要
大阪府の北西部、大阪平野の北辺部に位置する。市域は南北に細長く、北部は北摂山地の五月山と久安寺川沿いの小盆地、南部は扇状地と猪名川の平野である。
市内南部には閑静な住宅街が広がり、箕面有馬電気軌道（現阪急電鉄）による宅地開発や阪神間モダニズム文化の影響を受けた街並を擁する。阪急宝塚線は阪急電鉄の創業路線であり、池田市は阪急が初めて住宅分譲を行った地としても知られる。阪急電鉄及び阪急阪神東宝グループの創業者である小林一三も当市に邸宅を構え、現在は「小林一三記念館」という阪急文化財団が運営する企業博物館になっている。そのような歴史的経緯から、池田駅は阪急阪神ホールディングス及び阪急電鉄の登記上の本店所在地である。また、日清食品の創業者である安藤百福もこの地に居を構え、当市の自宅横の小屋で世界初のインスタントラーメンであるチキンラーメンを発明したことから、 カップヌードルミュージアム（安藤百福発明記念館）も所在している。他にもトヨタグループのダイハツ工業の本社及びマザー工場も位置しており、本社所在地はダイハツ町という町名である。
市街地の山手側には高級住宅街とされるエリアが多く、特に北部の五月山山麓や南部の待兼山山麓には富裕層が多く居住している。市の中央部の五月山に位置する五月山公園は、春の桜、秋の紅葉などで市民に親しまれ、山上からの夜景も有名である。特産品として細河地区の植木があり、日本四大産地の1つと言われている。市の広報誌として「広報いけだ」が月に1度刊行されている。

## 地理

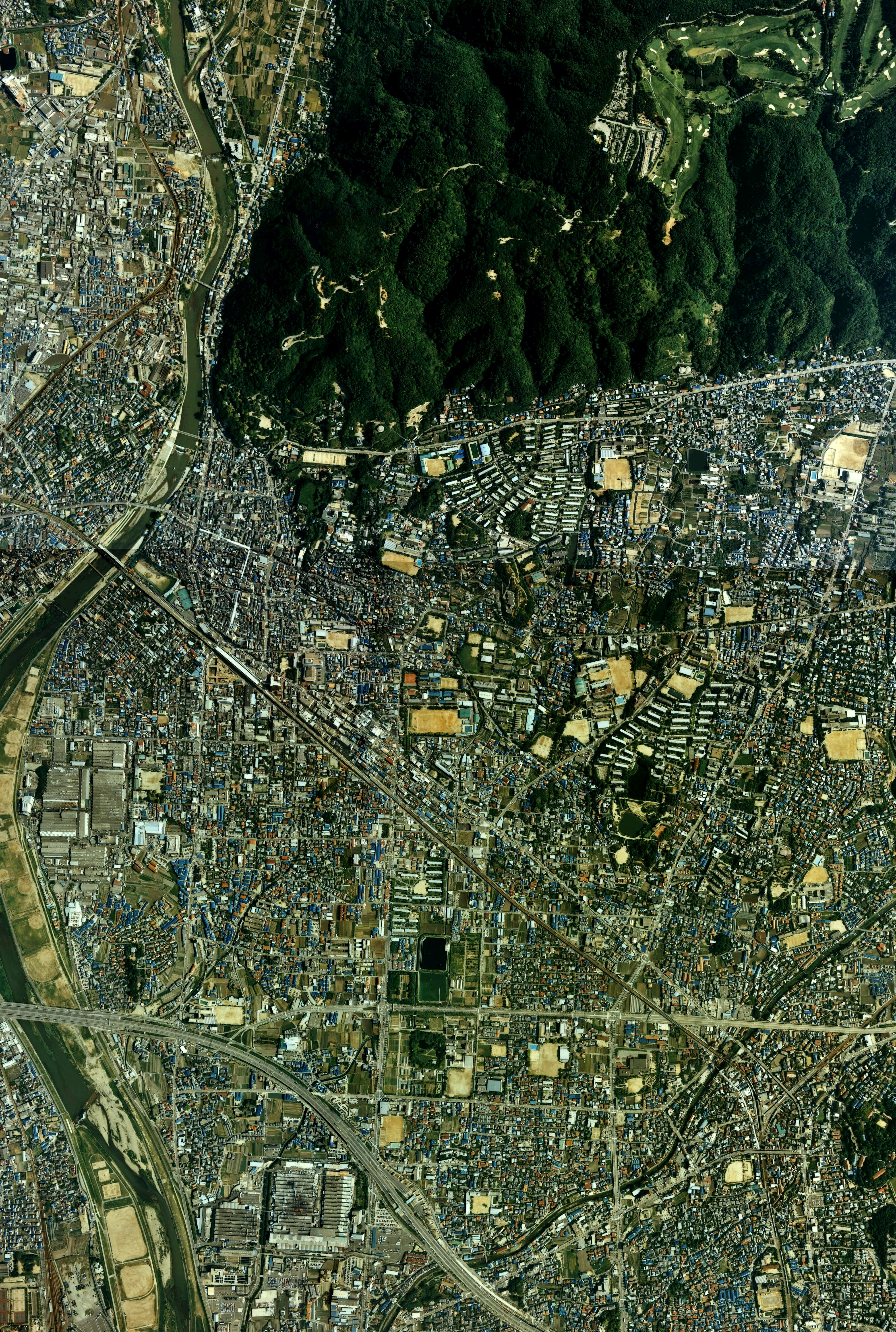
池田市中心部周辺の空中写真。1985年撮影の4枚を合成作成。。

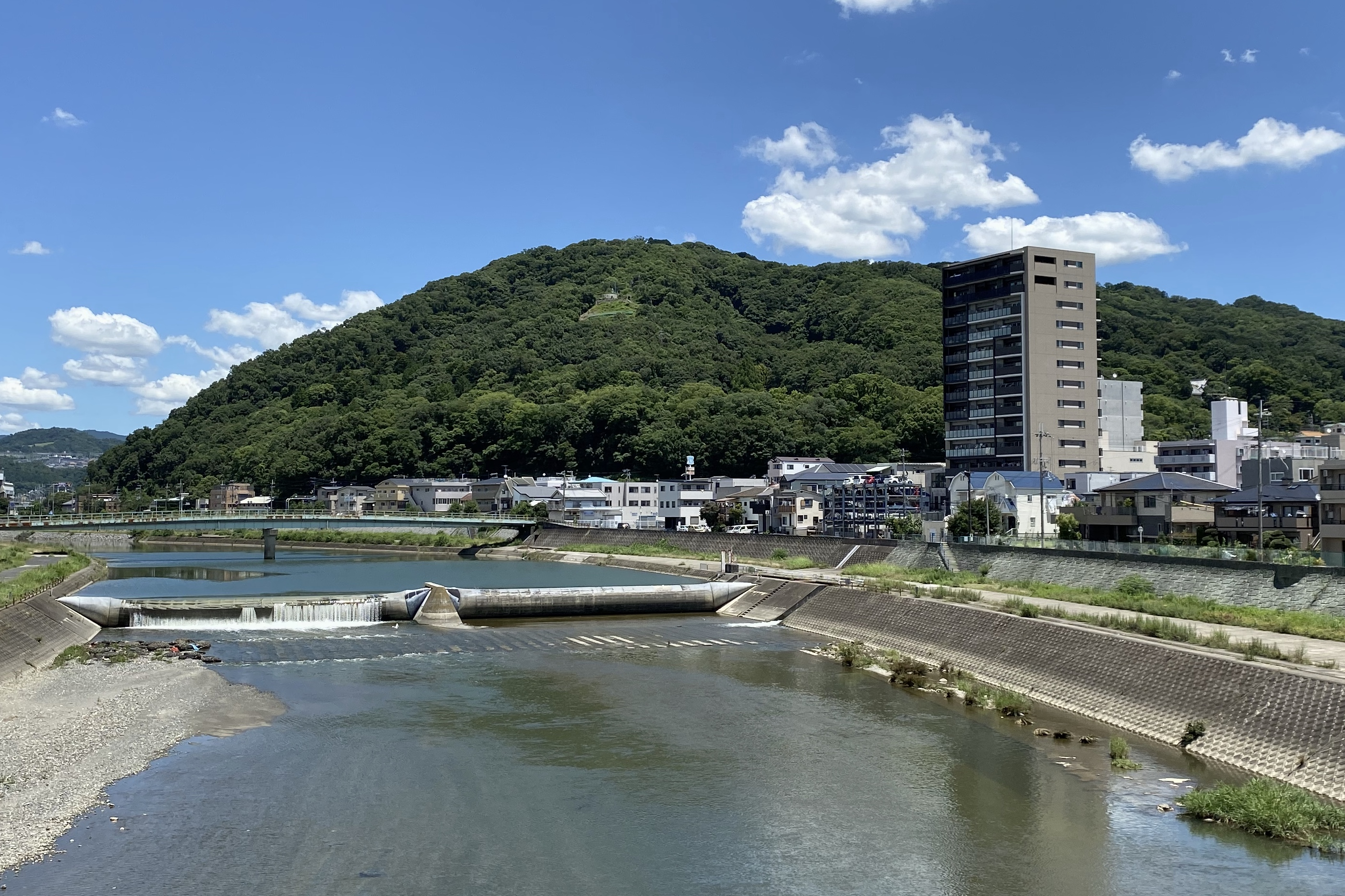
五月山と猪名川

- 山：五月山、長尾山[10]
- 河川：一級河川猪名川、一級河川余野川、一級河川箕面川、一級河川石澄川、一級河川神田川、準用河川江原川。
- 丘：五月丘丘陵[11]、古江丘陵[10]

### 隣接している自治体
- 大阪府
  - 豊中市、箕面市[12]
- 兵庫県
  - 川西市、伊丹市[12]

### 町名
池田市には42の区分がある。
- 旭丘・綾羽・井口堂・石橋・上池田・宇保町・木部町・空港・呉服町・神田・栄本町・栄町・五月丘・渋谷・城山町・新町・城南・菅原町・住吉・荘園・建石町・ダイハツ町・大和町・槻木町・天神・豊島北・豊島南・中川原町・西本町・畑・八王寺・鉢塚・東山町・姫室町・伏尾台・伏尾町・古江町・満寿美町・緑丘・室町・桃園・吉田町

街区表示板は1965年の住居表示実施から2008年までの間、漢字のみの丸文字のものを採用していたが、2009年3月頃から自治体名・ローマ字表記・町名の振り仮名等を併記した新技術のアルミ製プリント転写型を採用した新型のものに順次更新され、市内における全住居表示地域（地番地域の伏尾台を含む）を対象に順次更新が実施され、2010年中に市内全街区での整備が完了した。

## 行政
パブリックコメント・デスク（意見募集手続き）：池田市ではパブリックコメントを実施している。2008年度から開始され、現在でも続いている。
市長
- 瀧澤智子[13]（2021年8月29日就任[14]、1期目）

### 歴代市長
| 代    | 氏名       | 在職期間                        | 備考       |
| ----- | ---------- | ------------------------------- | ---------- |
| 初代  | 藤阪寅次郎 | 1939年8月6日 - 1940年12月       | 官選       |
| 2     | 北村貞次   | 1941年3月15日 - 1946年8月       | 官選       |
| 3     | 井上道夫   | 1946年10月2日 - 1946年11月      | 官選       |
| 4-10  | 武田義三   | 1947年4月5日 - 1975年4月        |            |
| 11-15 | 若生正     | 1975年5月1日 - 1995年4月30日    | 兵庫県出身 |
| 16-19 | 倉田薫     | 1995年5月1日 - 2011年11月9日    |            |
| 20    | 小南修身   | 2011年12月25日 - 2015年12月24日 |            |
| 21    | 倉田薫     | 2015年12月25日 - 2019年4月22日  |            |
| 22    | 冨田裕樹   | 2019年4月23日 - 2021年7月30日   |            |
| 23    | 瀧澤智子   | 2021年8月29日 - 現職            |            |

2013年2月、小南市長が副市長だった2011年に、市の外郭団体から工事を請け負っている土木工事会社が、小南が乗るシトロエン製車両の代金数百万円を支払っていたこと、その後小南が乗り換えたトヨタ・クラウンも同社社長から譲渡されていたことが明らかとなった。この疑惑に絡み、大阪府警は、虚偽の工事関係書類を国に提出したとして、建設業法違反の容疑で2月16日に当該の会社を捜索した。その後市民グループが、市の外郭団体と同社の間の契約14件について、競争入札をせずに随意契約を結んだり同社が見積書を偽造したりしたと指摘して、池田市に対して住民監査請求を行ったが、8月9日付けで請求は却下された。9月5日に市民グループは、発注した工事費の一部について、小南市長が外郭団体幹部らに返還を請求するよう求めて大阪地裁に提訴した。

### 財政
池田市の財政は1998年度（平成10年度）決算にて、経常収支比率が大阪府のワースト1位、全国でワースト2位を記録した。1997年度 - 2006年度の第1期行財政改革、2006年度 - 2010年度までの第2期の行財政改革にて、財政再建団体へ陥る危険性から回避し、数値目標はほぼ達成された。

### 国の出先機関
- 豊能税務署 - 池田市、豊中市、箕面市、豊能郡豊能町、能勢町を管轄。
- 池田公共職業安定所 - 池田市、豊中市、箕面市、豊能郡豊能町、能勢町を管轄。
- 大阪池田簡易裁判所 - 池田市、箕面市、豊能郡豊能町、能勢町を管轄。
- 大阪法務局池田出張所 - 池田市、箕面市、豊能郡豊能町、能勢町を管轄。2007年9月25日、豊中出張所を統合、同日より豊中市も管轄。
- 猪名川河川事務所 - 猪名川流域の国土交通大臣管理区間を直轄管理区間としている。
- 産業技術総合研究所関西センター - 独立行政法人。

### 大阪府の出先機関
- 豊能府税事務所 - 池田市、豊中市、箕面市、豊能郡豊能町、能勢町を管轄。
  - 豊能府民情報プラザ - 上記地区を担当。
- 池田保健所 - 池田市、箕面市、豊能郡豊能町、能勢町を管轄。
- 池田土木事務所 - 池田市、豊中市、箕面市、豊能郡豊能町、能勢町を管轄。

府税事務所、土木事務所は、池田府市合同庁舎（大阪府豊能府民センタービル／池田市役所内）にある。

### 市町村合併
一時、豊能郡豊能町との市町村合併が検討され、2004年4月に「池田市・豊能町合併協議会」が設立されたが、協議では合併決定に至らず、12月に合併協議会は廃止された。

### 環境への取組み
- 第6回持続可能な地域社会をつくる日本の環境首都コンテストに参加。

### 子育て支援
「3人目の子供が生まれた場合、ダイハツ本社から3年間車が無償貸与され、その後は安く譲り受けることができる」という、ダイハツ本社がある池田市ならではの独自のサービスを行っている。

## 立法

### 市議会
定数は22人。2023年5月18日時点での会派構成は以下の通り。
| 会派名                   | 議席数 | 所属党派           | 女性議員数 | 女性議員の比率(%) |
| ------------------------ | ------ | ------------------ | ---------- | ----------------- |
| 大阪維新の会池田         | 6      | 大阪維新の会       | 2          | 33.33             |
| 池田未来の会             | 4      | 国民民主党・無所属 | 0          | 0                 |
| 自由民主党               | 4      | 自由民主党         | 0          | 0                 |
| 未来はぐくむプロジェクト | 3      | 無所属             | 1          | 33.33             |
| 公明党                   | 3      | 公明党             | 0          | 0                 |
| 日本共産党               | 2      | 日本共産党         | 1          | 50                |
| 欠員                     | 0      |                    |            |                   |
| 合計                     | 22     |                    | 4          | 5                 |

### 大阪府議会（池田市選挙区）
- 定数：1名
- 任期：2023年（令和5年）4月30日 - 2027年（令和9年）4月29日

| 氏名     | 会派名       | 当選回数 |
| -------- | ------------ | -------- |
| 浦本知恵 | 大阪維新の会 | 1        |

### 衆議院
- 任期：2021年（令和3年）10月31日 - （第49回衆議院議員総選挙を参照）

| 選挙区                                        | 議員名   | 党派名       | 当選回数 | 備考     |
| --------------------------------------------- | -------- | ------------ | -------- | -------- |
| 大阪府第9区（池田市、茨木市、箕面市、豊能郡） | 足立康史 | 日本維新の会 | 4        | 小選挙区 |

## 市政における不祥事
- 2016年10月 - 羽田達也市議（37歳）が、運営していた整骨院で診療報酬を不正に受給したとして、10月6日、大阪府警に詐欺容疑で逮捕された。羽田は2015年の市議選で大阪維新の会公認で初当選したが、事件を受け離党した。11月、市議会は議員辞職勧告決議を全会一致で可決[23][24]。2018年2月23日、大阪地方裁判所は「開院初期から不正請求を織り込んだ経営を続けていた。悪質で常習的犯行」として羽田に懲役2年10月（求刑懲役4年6月）の実刑判決を言い渡した[25]。
- 第22代富田市長は、私物の自転車型トレーニング器具やストレッチ器具などを市庁舎内の市長控室に持ち込んで使用していたほか、2020年9月には自宅にあった簡易サウナを事務所スタッフらとともに市長室付近の女子トイレに搬入し使用していた事を同年10月に報じられたため[26]、冨田はその後記者会見を行い謝罪、器具などの使用にかかった光熱費を返金する意向を示した[27][28]。

11月17日に冨田はサウナの利用に使った電気使用料690円を13日付で市に返金したと発表した。さらに同月19日には冨田が退勤後東大阪市内にある妻の実家に帰るなど、私的に利用したタクシーチケット代約16万円も電気代と合わせて返金していたことが明らかとなり、冨田は「通勤に準ずるものと理解していたが、公私混同というところを見つめ直した」と釈明した。
議会側は「一連の報道を受け、看過できない」として維新会派を除く全会派が百条委員会（百条委）の設置案を共同提出し、11月26日の市議会臨時会で賛成多数で可決された。同日、市長は大阪維新の会を離党した。
2021年1月13日に百条委が開かれ、この中で秘書課長は7月中旬ごろに市長から指示を受け送られてきたベッドを組み立てたことを明らかにし、「本意ではなかったが、そうせざるを得なかった」と述べた。また、百条委は不適切な庁舎利用問題のほかに市職員に対するパワーハラスメント疑惑などについても調査を進めており、渡辺千芳委員長は市職員800人に対して行われた情報提供を求めるアンケートの結果、「パワハラの実態が浮き彫りになった」とした。2月24日に開かれた百条委では、新型コロナウイルス感染症に関わる緊急の用件で担当職員が市長室を訪ねた際、控室として利用されている女子トイレから大音量の音楽が流れており、職員がノックをすると『今大事なことをしているので15分待って』と言われたことなどが明らかとなり、冨田はこれに対し「サウナで体調管理していたと思う。イメージトレーニングをして今後の市政などについて考えていた」と述べ、業務に支障はなかったとの認識を示した。パワハラについては冨田は百条委で否定していたが、3月下旬には「恫喝」「叱責」が疑われる録音データが出たが冨田はこのデータの内容についても「心当たりありません」と回答した。
また、3月12日の百条委では、市長主導で“犯人捜し”が行われていたことが明らかとなった。情報を流したと疑われた職員は、問題が発覚した10月の下旬に冨田の後援会長と副市長の間で、会話の口外を禁止する「秘密保持契約」を交わしていた。この際に職員は後援会長から「情報提供者であることを認めたら将来を約束する」「警察が動いたらもとの生活には戻れない」などと言われ、恐怖を感じ契約に署名したことを明かした。3月25日の百条委では市長専用の市駐車場定期券を支援者らが使用できるようにしていたことや、2020年夏に市内で発生した新型コロナウイルスのクラスターに関連して、議会で当時の所在を問われた際、実際には九州を訪れていたにもかかわらず、「淡路島に家族と帰省していた」と虚偽の答弁を行っていたことも明らかとなり、委員からは「市長としての資質に著しく欠ける」などの厳しい指摘が相次いだ。
3月29日の市議会では、市議5人から提案された冨田に対する不信任決議案が否決された。提案議員は市長のサウナ設置やパワハラ疑惑などを挙げ「市長が自ら辞職しない以上、市議会が市長を解任するために一刻も早く辞職を求めるべきだ」などと提案理由を説明した。一方、反対した議員らからは「報告書案が出た後、議会の総意をもってはかるべきだ」などの意見が目立った。4月12日の百条委で「不信任決議が相当」とする報告書案が全会一致で可決された。報告書案では、冨田がサウナの設置理由として腰痛のためと主張していた事について、具体的な通院履歴も治療実態も示されてないことや、冨田が2020年9～10月の間、市役所に17日間寝泊まりしていたこと、職員に対し怒鳴ったり、自身の使用済みの濡れたタオルなどを洗濯させたりしたことが記された。また、市長専用の市駐車場定期券を支援者に使わせていた件では、計46回・金額に換算して6万円以上利用されており、報告書案は「公職選挙法で禁じられている寄付行為、利益供与にあたる可能性もある」と指摘した。
4月26日、冨田は辞職する意向を表明。辞職時期については高齢者への新型コロナウイルスのワクチン接種に一定の目処が立ち次第とした。また、不信任案可決を回避したい考えを示し、可決された場合は市議会を解散し、自らも辞職して市長選に立候補する「ダブル選挙」に持ち込む可能性が高いと述べた。冨田は会見で、辞職の理由はあくまで「騒動の責任をとるため」とし、パワハラ疑惑などの議会の指摘については認めない姿勢を示し、自身は池田市の闇と戦ってきたなどと主張した。
市議会は27日の臨時市議会で不信任決議案を再度提出したが、維新と公明党が反対に回り、賛成は、過半数に届かず15人に留まり否決された。一方、冨田が百条委で後援会長の「秘密保持契約」の経緯や、駐車場定期券の取り扱いについて虚偽の陳述をしたとして地方自治法違反容疑で大阪地検に刑事告発する議案は可決された。
その後、富田は7月9日、同月30日付の辞職届を提出した。
それにより8月29日に投開票された市長選で富田は最下位で落選した。

## 歴史

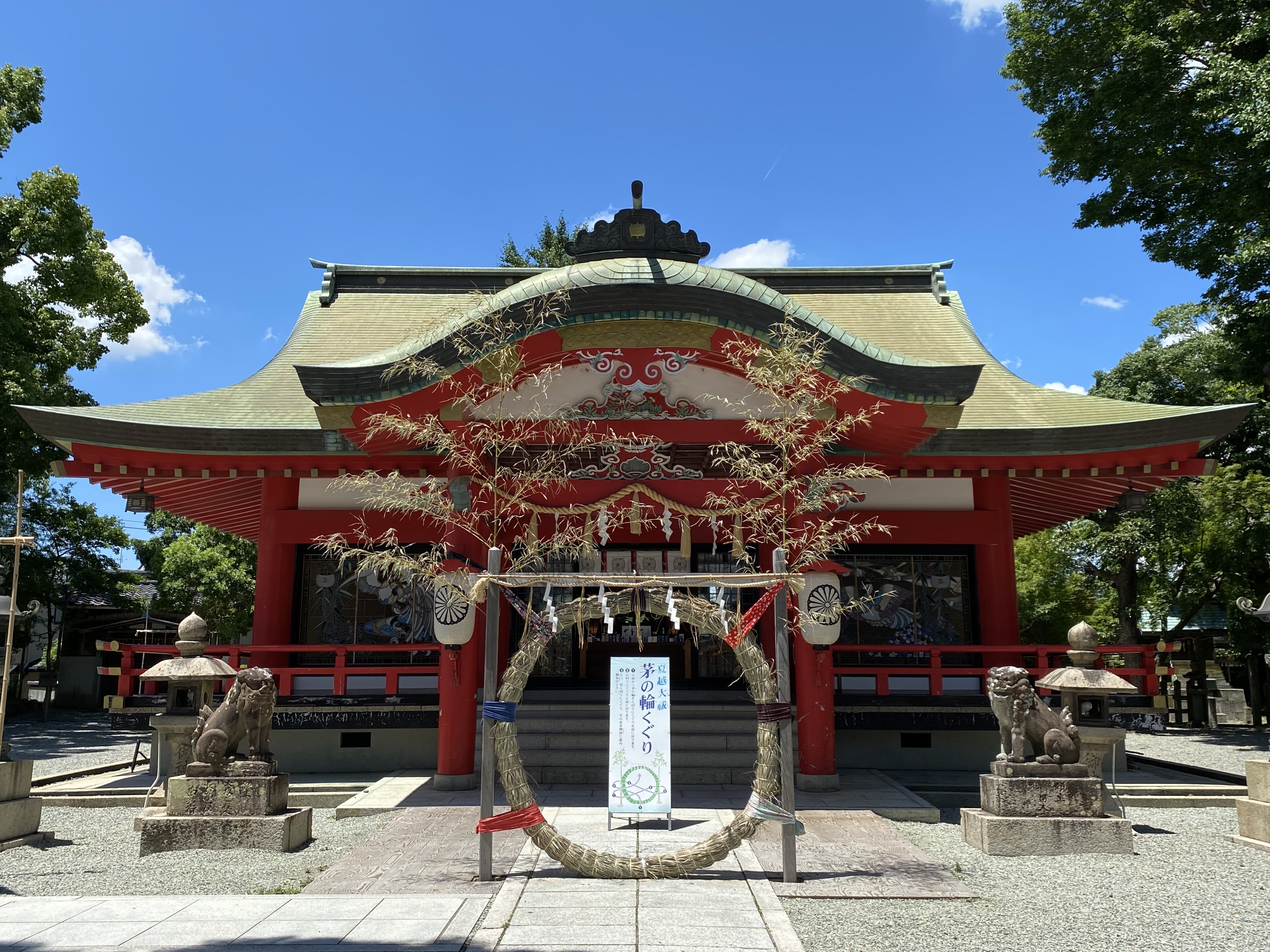
呉服神社

市中心部は古代から呉服（くれは）の里と呼ばれ、現在も呉服神社、呉服橋、呉服町などに名残りが見られる。平安時代後期には荘園が成立し、呉庭荘（くれはのしょう）と呼ばれた。この呉庭荘が鎌倉時代末期頃より池田と呼ばれるようになったと言われている。
南北朝時代には、摂津池田氏の居城池田城が築かれたが、戦国時代に廃城となった。1570年（元亀元年）、荒木村重が池田城から池田氏を追い出し、1574年（天正2年）、居城を伊丹城（有岡城）に移して以降、池田は商業都市としての性格を強めるようになり、なかでも茶道用の高級炭として知られた「池田炭」の集散地と「池田酒」などの酒造の町として繁栄した。

### 近現代
1910年（明治43年）には池田室町に箕面有馬電気軌道（現阪急鉄道）が戸建分譲住宅地が開発され、小林一三による日本最初の郊外住宅地とされている。阪神間では郊外の別荘開発や阪神による借家経営は行われていたが、室町では初めての割賦販売も行われるなどサラリーマンを対象にしたまとまった宅地開発が行われた。第二次世界大戦中、家屋の疎開間引きが多少あったものの、空襲被害は免れている。

### 沿革
- 1889年（明治22年）4月1日 - 近世以来の豊島郡池田村が単独で町村制を施行して池田町が発足[1]。
- 1896年（明治29年）4月1日 - 郡の統廃合により、所属郡が豊能郡に変更。
- 1935年（昭和10年）8月10日 - 池田町・細河村・秦野村・北豊島村が新設合併し、改めて池田町が発足[1]。
- 1939年（昭和14年）4月29日 - 池田町が大阪府下で6番目に市制を施行して池田市となる[1]。

## 経済

### 第一次産業
市街化調整区域である市北部の細河地区では、日本4大産地の1つとして、植木産業が盛んである。また、市街化区域である市南部の神田、秦野地区でも、野菜や花卉が栽培されている。かつては池田みかんが栽培されていたが、昭和期に衰退した。

### 第二次産業
市の南西部には、ダイハツ工業やとよすの本社・工場、リコーの池田事業所、第一屋製パンの大阪空港工場等が立地している。また、江戸時代中期頃に、伊丹酒と並んで有名であった池田酒の伝統を引き継ぐ、呉春酒造も健在である。

### 第三次産業
阪急阪神ホールディングスをはじめとする、阪急関連会社が多数本社・本店を置いている。また、大阪国際空港周辺には、丸池地方卸売市場と丸北地方卸売市場の2つの地方卸売市場が立地している。
主な大型小売店は、ダイエー池田駅前店と、食品スーパーの阪急オアシスを核とする専門店街・サンシティ池田のみで、近隣都市に比べると決して多くも大きくもない。市域が狭く、新たに開発する面積がほぼないことや、イオンモール伊丹、みのおキューズモールなど、市域を出てすぐの近隣都市に大型小売店があり、今後の誘致は困難とされている。過去には百貨店の出店計画があったが、いずれも下記の通り断念・計画変更された。
- 阪急百貨店 - 阪急電鉄池田車庫跡地への出店計画を、すぐ側の栄町商店街などの反対により断念し、隣の川西市・川西能勢口駅前のアステ川西内に川西阪急を建設した。車庫跡地は阪急池田ゴルフ練習場・池田テニススクールを経て、住宅地として再開発された[54]。ただし、戦前の阪神急行電鉄直営時代から、系列の食品メーカーである阪急デリカアイの本社・工場が立地する[55]。
- 大丸 - 丸池地方卸売市場移転後の跡地への出店計画を、JR大阪駅増改築の際にアクティ大阪への梅田店の出店に計画変更し、池田市への出店は断念した。

商店街は、池田駅から国道176号を挟んで栄町商店街、石橋阪大前駅のすぐ側には石橋商店街がある。かつては、旧池田銀行が本店を置いていたが、2010年5月1日に、泉州銀行を吸収し、池田泉州銀行に改称され、大阪市北区に本店を移転したため、現在は、中核店舗の1つ、池田営業部として本部に次ぐ拠点が存続しているのみである。

### 特産品
- 池田酒
  - 江戸時代（特に元禄前後）から江戸や全国各地の市場に盛んに出荷されるようになった[56]。
  - 地酒「呉春」 - 池田市に滞在した絵師、呉春に由来する。
- 池田炭
  - 火持ちがよく茶席で珍重される[56]。
  - 池田市商店会連合会では、クヌギ炭の一種である池田炭の出荷地（産地は豊能町切畑、能勢町下田尻、川西市黒川・国崎、箕面市止々呂美）であることから、アルケミストのキャラクター「びんちょうタン」のお友達「クヌギたん」のふる里として、応援活動を展開している。
- 植木
  - 池田市の細河地区は「埼玉・安行」「愛知・稲沢」「福岡・久留米」と並ぶ植木の日本4大産地の1つであり、400年以上の歴史がある。生産農家約200戸が細河地区など余野川沿いを中心に約 100 ヘクタールで栽培している。池田の植木の歴史は15世紀末から始まる。初めは山林用苗木から始まり、後に庭木へと移り、江戸時代中期には様々な盆栽や花の生産が行われた。池田市の細河地区が日本4大産地の1つとして発展した背景には様々な好条件が重なっていたからである。好条件とは、にわか雨が多く、良質の赤土が取れ、殺菌作用があるイオン化金属を含む水など、植木がよく育つ自然環境に恵まれていたこと、大消費地である大阪、京都などに近かったことである。
  - 細河産の植木が植えられている、またはかつて植えられていた有名な施設には、五月山公園、ひらかたパーク、大阪空港展望台、万博記念公園内日本庭園、倉敷チボリ公園がある。

### 池田市に本社を置く企業

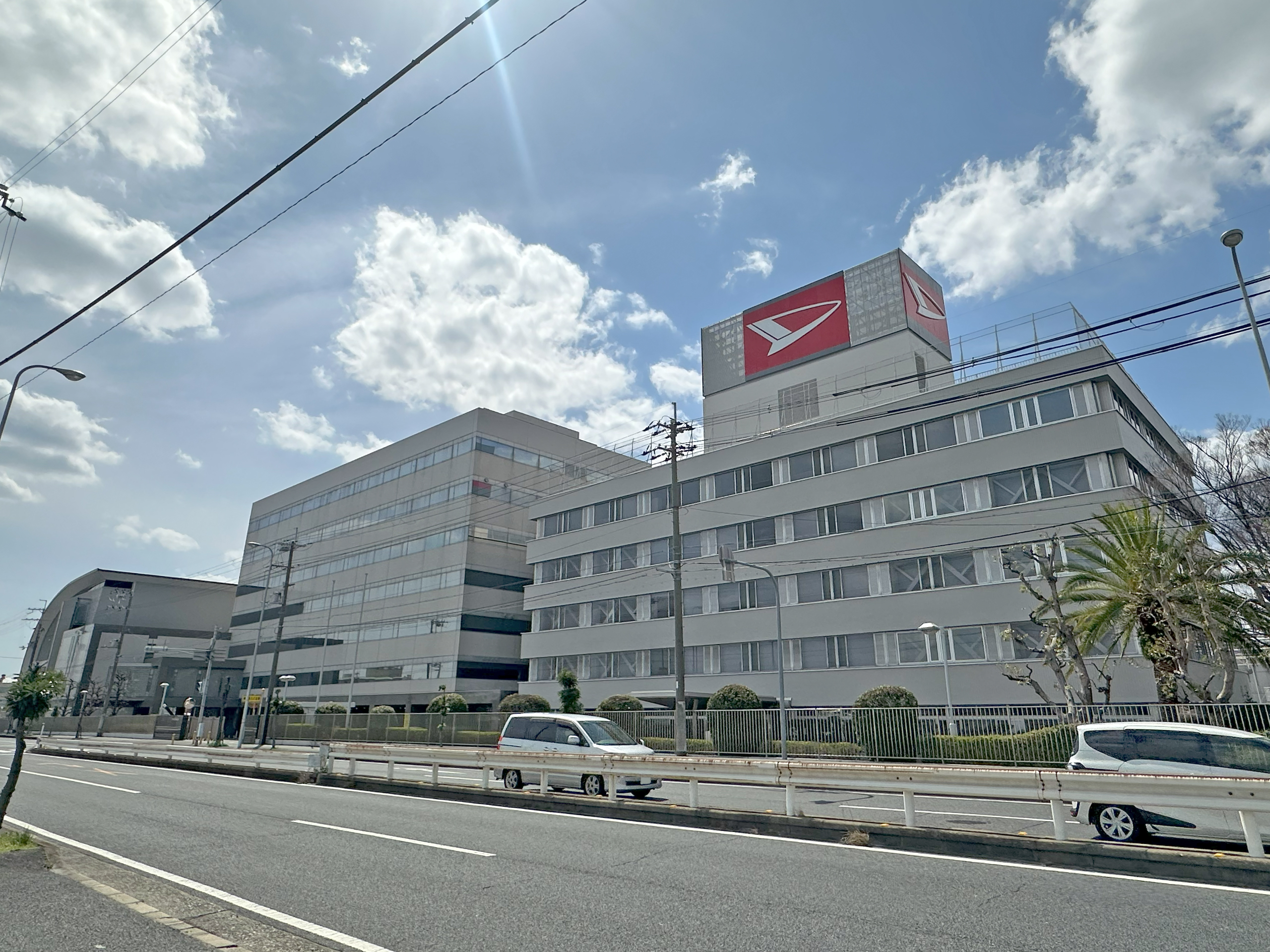
ダイハツ工業本社
企業博物館ヒューモビリティワールドを併設

- ダイハツ工業（本社・工場）
- キンキクレスコ（本社）
- ジェイエア
- 鶴原製薬（本社）
- 銭屋アルミニウム（本社・工場）
- とよす（本社・工場）
- 阪急阪神ホールディングス（登記上本店）
  - ニッポンレンタカー阪急
  - 阪急エムテック（登記上本店）
  - 阪急電鉄（登記上本店）
  - 阪急バス（登記上本店）
  - 阪急ベーカリー
- 池田タクシー（本店）
- ベルクラシック（本店）
- ベルコ（本部・本店）

### 池田市に事業所を置く主な企業
- リコー - 池田事業所が所在、リコーの電子技術開発拠点。
- 第一屋製パン - 第一パン。大阪空港工場が所在。
- テクノアート - マニュアル作成、3DCG、ドキュメントデザイン、地図編集、イラストマップ作成、WEBシステム開発など多岐に渡る専門性の高い制作会社。本社川西市、池田事業所が所在。

### 池田市にゆかりある主な企業
- 日清食品・日清食品ホールディングス - 創業者である安藤百福が池田市の自宅で世界初のインスタントラーメン『チキンラーメン』を開発。
- 池田泉州銀行 - 2010年5月1日、池田市に本店を置いていた池田銀行が泉州銀行と統合、大阪市北区に本店を移転。

### 日本郵政グループ
池田市内各区域の郵便番号は「563-00xx」（池田郵便局の集配担当）となっている。

## 姉妹都市・提携都市

### 国内
姉妹都市
 鳥取市（鳥取県）
- 1989年4月 旧気高郡青谷町と姉妹都市提携

全国池田サミット
 池田町 (北海道)
 池田町 (福井県)
 池田町 (徳島県)（現：三好市）
 池田町 (香川県)（現：小豆島町）
 池田町 (岐阜県)
 池田町 (長野県)

### 海外
※ 出典（）
- オーストラリア連邦タスマニア州ローンセストン市
  - 1965年11月 姉妹都市提携
- 中国江蘇省蘇州市
  - 1981年友好都市提携

## 地域

### 人口
平成22年国勢調査より前回調査からの人口増減をみると、2.57％増の104,229人であり、増減率は府下43市町村4位、72行政区域中16位。
| |                                        |  |
| 池田市と全国の年齢別人口分布（2005年） | 池田市の年齢・男女別人口分布（2005年） |  |
| ■紫色 ― 池田市 ■緑色 ― 日本全国 | ■青色 ― 男性 ■赤色 ― 女性              |  |
| 池田市（に相当する地域）の人口の推移 \| 1970年（昭和45年） \| 94,333人 \| \| \| 1975年（昭和50年） \| 100,268人 \| \| \| 1980年（昭和55年） \| 101,121人 \| \| \| 1985年（昭和60年） \| 101,683人 \| \| \| 1990年（平成2年） \| 104,218人 \| \| \| 1995年（平成7年） \| 104,293人 \| \| \| 2000年（平成12年） \| 101,516人 \| \| \| 2005年（平成17年） \| 101,616人 \| \| \| 2010年（平成22年） \| 104,229人 \| \| \| 2015年（平成27年） \| 103,069人 \| \| \| 2020年（令和2年） \| 104,993人 \| \| |                                        |  |
| 総務省統計局 国勢調査より |                                        |  |
| 1970年（昭和45年） | 94,333人                               |  |
| 1975年（昭和50年） | 100,268人                              |  |
| 1980年（昭和55年） | 101,121人                              |  |
| 1985年（昭和60年） | 101,683人                              |  |
| 1990年（平成2年） | 104,218人                              |  |
| 1995年（平成7年） | 104,293人                              |  |
| 2000年（平成12年） | 101,516人                              |  |
| 2005年（平成17年） | 101,616人                              |  |
| 2010年（平成22年） | 104,229人                              |  |
| 2015年（平成27年） | 103,069人                              |  |
| 2020年（令和2年） | 104,993人                              |  |

### 教育
文教地区として知られ、池田市立の学校では2014年4月から分離・連携型の小中一貫教育を行っている（細河中学校区は2015年4月より学校施設一体型）。中学校区によって、中学校を5つの学園に分け、学園内で連携を行っている。 市内に大学や特別支援学校などはないが、石橋阪大前駅は国立大学法人大阪大学豊中キャンパスの最寄り駅の1つである。
幼稚園
池田市立 - あおぞら幼稚園、さくら幼稚園、ひかり幼稚園、なかよしこども園
私立 - 宣真幼稚園、池田旭丘幼稚園、池田五月山教会幼稚園、石橋文化幼稚園、亀之森幼稚園、室町幼稚園、カトリック聖マリア幼稚園、友星幼稚園
小学校
国立 - 大阪教育大学附属池田小学校
池田市立 - 北豊島小学校、池田小学校、 秦野小学校、 呉服小学校、神田小学校、五月丘小学校、石橋南小学校、 石橋小学校、緑丘小学校、ほそごう学園（小中一貫校）
中学校
国立 - 大阪教育大学附属池田中学校
池田市立 - 池田中学校、北豊島中学校、渋谷中学校、石橋中学校、ほそごう学園（小中一貫校）
高等学校
国立 - 大阪教育大学附属高等学校池田校舎
大阪府立 - 池田高等学校、渋谷高等学校、園芸高等学校
私立 - 宣真高等学校

### 住宅団地
- 都市再生機構アルビス池田（池田団地を建て替えた住宅団地）
- 都市再生機構アルビス五月ヶ丘（五月ヶ丘団地を建て替えた住宅団地）
- 都市再生機構アルビス緑丘（緑ヶ丘団地を建て替えた住宅団地）
- 府営池田伏尾台住宅
- 大阪府住宅供給公社OPH石橋テラス（石橋西団地を建て替えた住宅団地）

## 交通
京阪神都市圏の中心である大阪都心部から20分圏内の利便性を有するほか、市域には大阪国際空港も存在する。

### 空港
- 大阪国際空港（伊丹空港）
  - 国内線の基幹空港。池田市は大阪国際空港の地元自治体の連合である大阪国際空港周辺都市対策協議会（10市協）の一員である。

### 鉄道
下記の3社4路線が池田市域を通過しているが、市内に位置する駅は2駅のみである。
- 中心駅・市役所の最寄駅：池田駅（阪急電鉄）
- 阪急電鉄
  - ■ 宝塚本線：（川西市） - 池田駅 - 石橋阪大前駅 - （豊中市）
  - ■ 箕面線：石橋阪大前駅 - （箕面市）
- 能勢電鉄
  - 妙見線が鶯の森駅 - 鼓滝駅間で100メートル近く池田市（古江町）を通過している。
- 大阪モノレール本線
  - 柴原阪大前駅 - 蛍池駅間で約40メートル池田市（石橋四丁目）を通過している。また、大阪空港駅のホームの一部および先に続いている引込線が、わずかに池田市域（空港二丁目）にかかっている。
- 西日本旅客鉄道（JR西日本）福知山線（JR宝塚線）
  - 川西池田駅は、かつて「池田駅」を名乗り、現在の当市域の至近に位置していた時もあるが、駅の所在地は開業時から一貫して兵庫県側の現・川西市内である。川西市域側の集落だけでなく、池田の街からの利用者を見込んで駅が設置された。そのため駅名が池田駅であった[59]。

### 道路
高速道路のインターチェンジや主要一般道が池田に集中しており至便である一方、道路が複雑に入り組んでおり、渋滞を引き起こしている箇所もある。
- 高速道路
  - 中国自動車道：中国池田インターチェンジ
  - 阪神高速11号池田線
  - 新名神高速道路が箕面とどろみIC - 川西IC間で200メートルあまり池田市（伏尾町）を通過している。
- 有料道路
  - 五月山ドライブウェイ - 池田市が管理している。
- 一般国道
  - 国道171号
  - 国道173号
  - 国道176号
  - 国道423号
  - 国道477号
- 府道
  - 大阪府道2号大阪中央環状線
  - 大阪府道9号箕面池田線
  - 大阪府道10号大阪池田線
  - 大阪府道11号大阪国際空港線
  - 大阪府道112号絹延橋停車場線
  - 大阪府道113号伊丹池田線

### バス
- 阪急バス
- オレンジゆずるバス（箕面市のコミュニティバス） - 青ルートが池田市域の一部（畑・旭丘）を走行していて、畑四丁目・渋谷高校前の2停留所が市内に設置されている。
- 伊丹市営バスが池田市域の一部（空港）を走行しているが、市内に停留所は設置されていない。空港一丁目停留所は、名前は池田市の町名であるが、実際には豊中市域（蛍池西町一丁目）に設置されている。これは、阪急伊丹 - 大阪国際空港の路線が現在の神津経由とともに北伊丹経由の路線が存在したとき以来の名残で、阪急バス空港一丁目（大阪空港行き）停留所と空港前交差点を北に少し進んだところ（ラブホテルの前）に設置されていた。
- 池田市では現在のところ、コミュニティバスは運行されていない代わりに、福祉バスの「そよかぜ号」・「きぼう号」・「おでかけ号」・「やまばと号」が、毎週月曜日から金曜日のみ運行されており、60歳以上の高齢者・障害者・妊婦に限り、無料で利用できる。また、春・秋の行楽シーズンの土曜日・日曜日に限り、これらの車両を活用したインスタントラーメン発明記念館 - 五月山公園間にて片道運行する「五月山シャトルバス」として運行され、これは誰でも無料で乗車することが可能である。

### タクシー
- 池田タクシー
- 日の丸ハイヤー
- 阪急タクシー
- 未来都タクシー
- 相互タクシー
- 近畿交通

## 観光

### 名所・旧跡・文化施設
- 逸翁美術館
- 小林一三記念館
- 阪急学園池田文庫

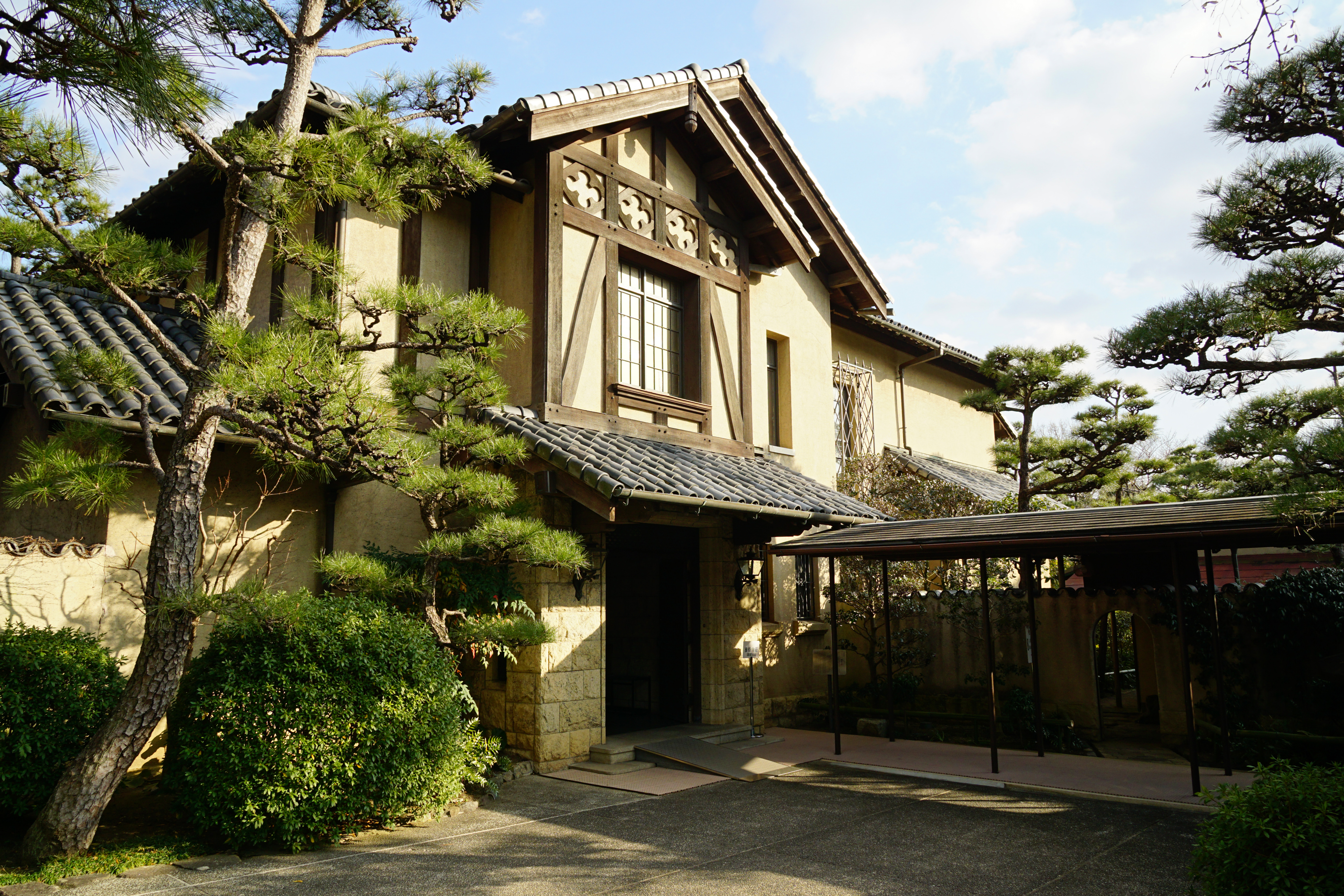
逸翁美術館、小林一三記念館

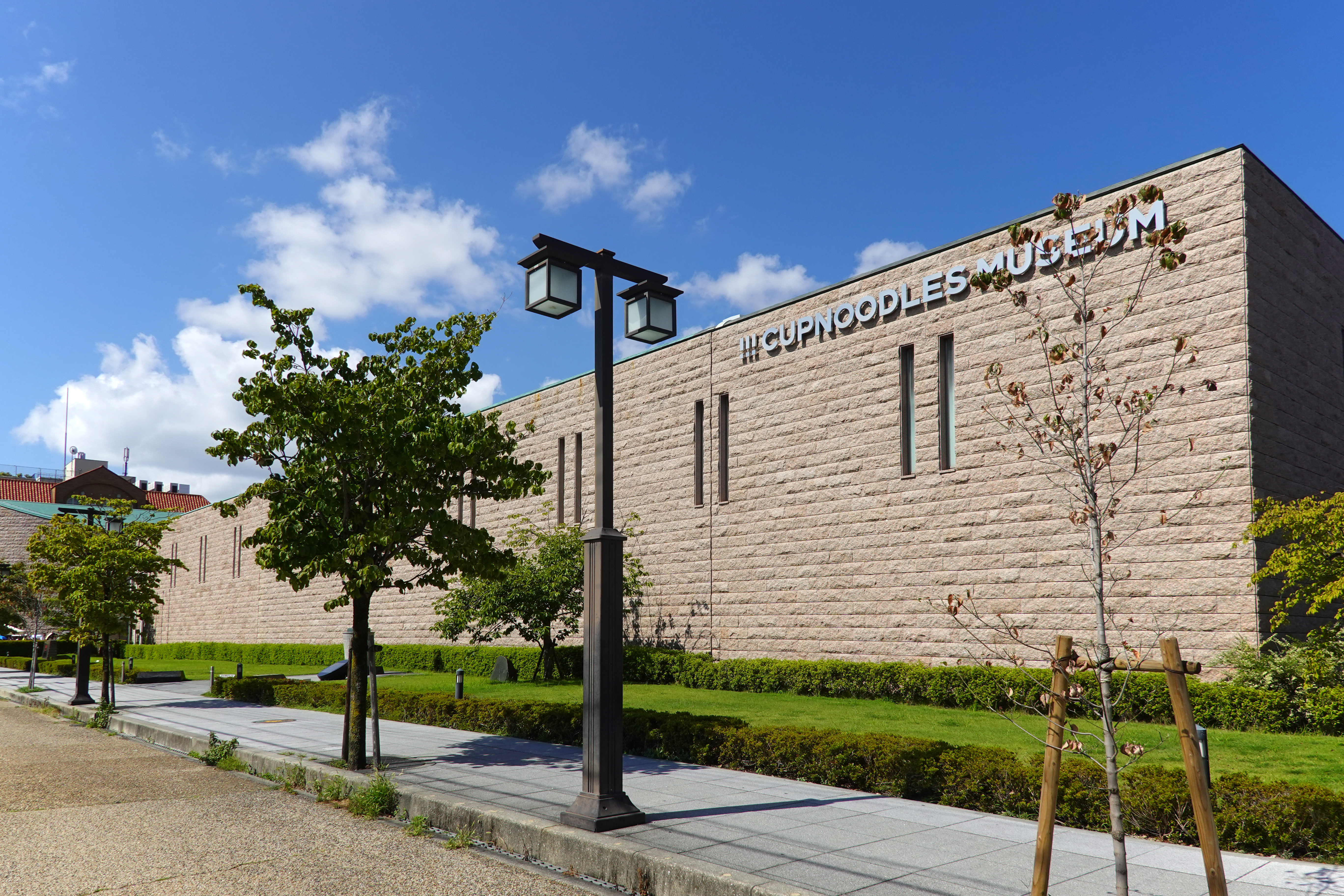
安藤百福発明記念館 大阪池田

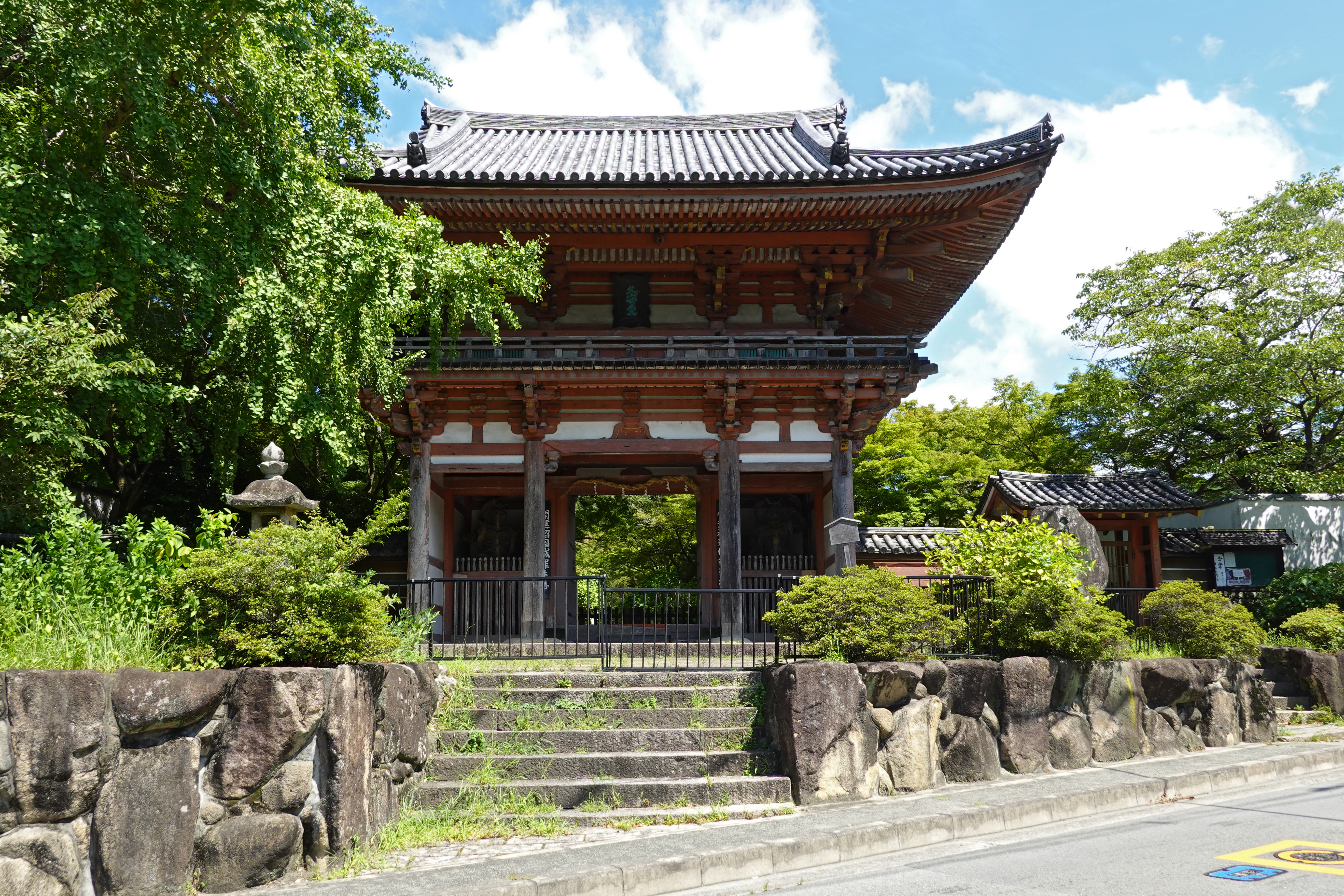
久安寺

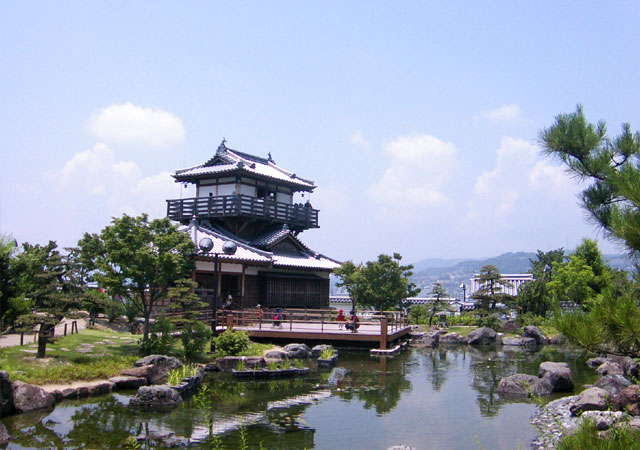
池田城、池田城跡公園

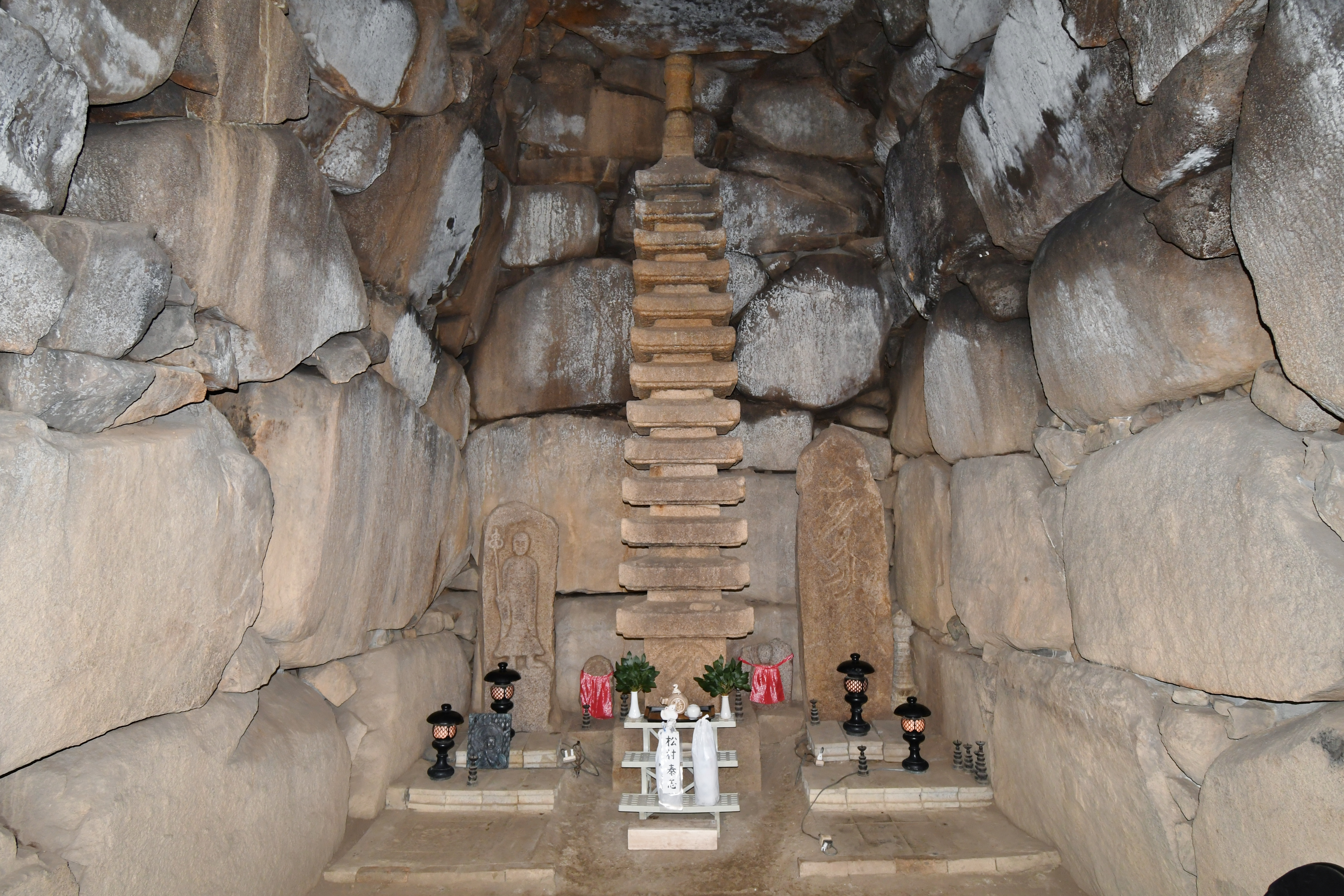
鉢塚古墳

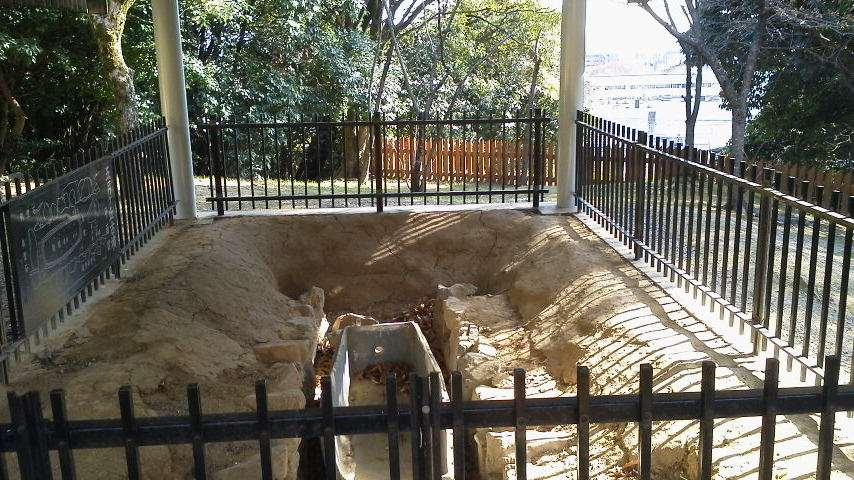
五月ヶ丘古墳

- 安藤百福発明記念館 大阪池田（カップヌードルミュージアム 大阪池田） - 旧名称・インスタントラーメン発明記念館。世界初のインスタントラーメンである「チキンラーメン」が安藤百福により発明された場所である。
- 落語みゅーじあむ
- 池田呉服座
- ヒューモビリティワールド
- 池田市立歴史民俗資料館 - 池田城跡出土品等の展示。
- 五月山公園・五月山ドライブウェイ
- 池田市立五月山動物園 - 日本で2番目に小さな動物園。「ウォンバット」がいる[注釈 3]。
- 五月山緑地都市緑化植物園
- 大広寺 - 池田城を根城に栄えた地方豪族池田氏の菩提寺。牡丹の名所。
- 伊居太神社 - 呉織と穴織の織姫姉妹伝説のある神社。
- 呉服神社 - 織姫・呉服媛と、仁徳天皇を祀る。
- 八坂神社
- 久安寺
- 仏日禅寺
- 池田城
- 池田城跡公園
- 水月公園
- 能勢街道
- 西国街道
- 呉服橋
- 池田茶臼山古墳
- 鉢塚古墳
- 五月ヶ丘古墳 - 同地には荒木村重の祠がある。
- 古江古墳 - 1976年に池田市の埋蔵文化財分布調査で発見された円墳[注釈 4]。
- 伏尾温泉
- 大阪国際空港 - 交通拠点として重要であるだけでなく、近年は、近隣住民・空港利用者のレジャー施設的要素を取り入れている[注釈 5]。

### 池田市観光大使
- Keeper Girls - 2016年2月25日に、池田市から池田市観光大使（第1号）の委嘱を受けた[60]。
- 中川憲治 - 元大相撲力士。現役時のしこ名は、旭里。2016年3月28日に、池田市から池田市観光大使（第2号）の委嘱を受けた[61]。
- 野上真司・野上奈々（好川菜々） - 2018年2月22日に、日本初のボクシングチャンピオン夫婦として池田市から池田市観光大使の委嘱を受けた[62]。夫婦での委嘱は初。

## 祭事・催事
- 十日恵比寿 - 呉服神社、1月9・10・11日
- さくらまつり - 五月山公園、池田城跡公園、4月上旬
- 春団治まつり - 石橋阪大前駅周辺、4月29日に近い、4月中の土曜日曜2日間
- 五月山春のフェスティバル - 五月山公園、ゴールデンウィーク中の日曜または祝祭日のうち1日
- 納涼祭 - 石橋公園、7月中旬
- 石橋まつり - 石橋駅前公園、7月最終の土曜日曜
- 猪名川花火大会 - 8月下旬
- がんがら火 - 8月24日
- いらっしゃいフェスティバル - 五月山公園、池田城跡公園、10月中旬 - 11月上旬頃
- もみじまつり - 久安寺、11月第3日曜日

## 著名な出身者

### 芸能
- 穐田和恵 - 元SDN48
- asmi - 歌手
- 甘能千晴 - 女優（出生地は小浜市）
- 有馬稲子 - 女優
- 石井健太郎 - 作曲家・編曲家
- 石坂ちなみ - タレント
- いしだあゆみ - 歌手・俳優（出生地は佐世保市）
- 石田ゆり - 歌手
- 伊藤加奈子 - エレクトーンプレイヤー
- 伊藤銀次 - ミュージシャン
- 伊藤美裕 - 歌手
- 岩崎諒太 - 声優
- 大鳥れい - 元宝塚歌劇団花組トップ娘
- 奥村チヨ - 歌手
- 金聖響 - 指揮者
- 大河凜 - 元宝塚歌劇団花組男役
- 桜りん（有咲りん） - シンガーソングライター
- 田中宏幸 - 吹奏楽指導者
- 田中裕子 - 女優役
- ティーナ・カリーナ - 歌手
- 永井一郎 - 声優
- 楢原真樹 - お笑い芸人（ヤーレンズ）
- 長谷川智樹 - 作曲家・編曲家
- 華雪りら - 元宝塚歌劇団星組娘役
- 平川沙英 - 元アナウンサー
- 藤原丈一郎 - なにわ男子[63]
- 桃川鶴女 - 講談師
- YURIA - 歌手

### 学術
- 河田聡 - 工学者、大阪大学名誉教授
- 清滝信宏 - 経済学者、プリンストン大学教授
- 中西寛 - 国際政治学者

### 実業
- 安藤百福 - 日清食品会長・創業者。台湾出身、池田市に住んだ
- 清滝徳兵衛 - 池田実業銀行頭取、乾物砂糖商
- 清滝幸次郎 - 池田銀行頭取
- 小林公一 - 阪急阪神ホールディングス取締役、宝塚歌劇団理事長
- 鈴木篤 - エイチ・ツー・オーリテイリング社長
- 竹増貞信 - ローソン代表取締役社長
- 田村駒治郎 (初代) - 田村駒創業者、ビリケンの商標登録、貴族院議員

### 文化
- 荒木芳邦 - 造園家、作庭家
- 上田耕夫 - 絵師
- 葛野壮一郎 - 建築家
- 倉橋正行 - 囲碁棋士
- 鈴麻らむね - 漫画家
- 森山大道 - 写真家
- 若木民喜 - 漫画家

### スポーツ
- 碧の正謙太 - 大相撲力士出羽海部屋所属
- 旭里憲治 - 元大相撲力士、現中川親方
- 荒木茂 - 元プロ野球選手
- 石田治子 - フィギュアスケート選手、グルノーブル五輪女子シングル日本代表 - 出生は長崎県佐世保市
- 礒田凌平 - ラグビー選手
- 岡崎愛子 - 車椅子アーチェリー選手
- 奥村茂雄 - プロレスラー
- 皇治 - キックボクサー
- 髙松智美ムセンビ - 陸上競技選手
  - 髙松望ムセンビ - 陸上競技選手。智美の姉。
- 谷田絹子 - バレーボール、1964年東京五輪女子バレーボール代表・金メダリスト
- 中島玲 - プロボクシング、現日本スーパーウェルター級暫定チャンピオン
- 中西悠子 - 競泳、アテネ五輪女子200mバタフライ銅メダリスト
- 野上真司 - プロボクシング、初代WBOアジア太平洋スーパーフェザー級チャンピオン
- 姫路麗 - プロボウラー
- マスター・ワト - プロレスラー

### 政治
- 飯泉嘉門 - 元徳島県知事
- 木村良樹 - 前和歌山県知事
- 谷畑孝 - 元衆議院議員、参議院議員
- 直嶋正行 - 元参議院議員、経済産業大臣
- 原田憲 - 元郵政大臣、運輸大臣、経済企画庁長官

### 報道
- 牛田茉友 - NHKアナウンサー
- 重長智子 - 静岡放送アナウンサー
- 中西ふみ子 - ラジオ大阪アナウンサー

### 宗教
- 千乃裕子 - パナウェーブ研究所創設者
- 西川純 - 日本赤軍メンバー

## 池田市を舞台にした作品
- 上方落語『池田の猪買い』『牛ほめ』
- NHK連続テレビ小説
  - 『てるてる家族』 - 2003年度下半期。当市出身の石田ゆり（石田治子・ いしだあゆみの実妹）の夫である作家・作詞家なかにし礼の原作
  - 『まんぷく』 - 2018年度下半期